# Birchy Cove
Birchy Cove est un district de services locaux de Terre-Neuve-et-Labrador, au Canada.
Birchy Cove est situé dans l'Est de l'île de Terre-Neuve, sur la péninsule de Bonavista.